# Nouzonville
Nouzonville is een gemeente in het Franse departement Ardennes in de regio Grand Est en maakt deel uit van het arrondissement Charleville-Mézières. De gemeente telde 5.548 inwoners op 1 januari 2022.

## Geschiedenis

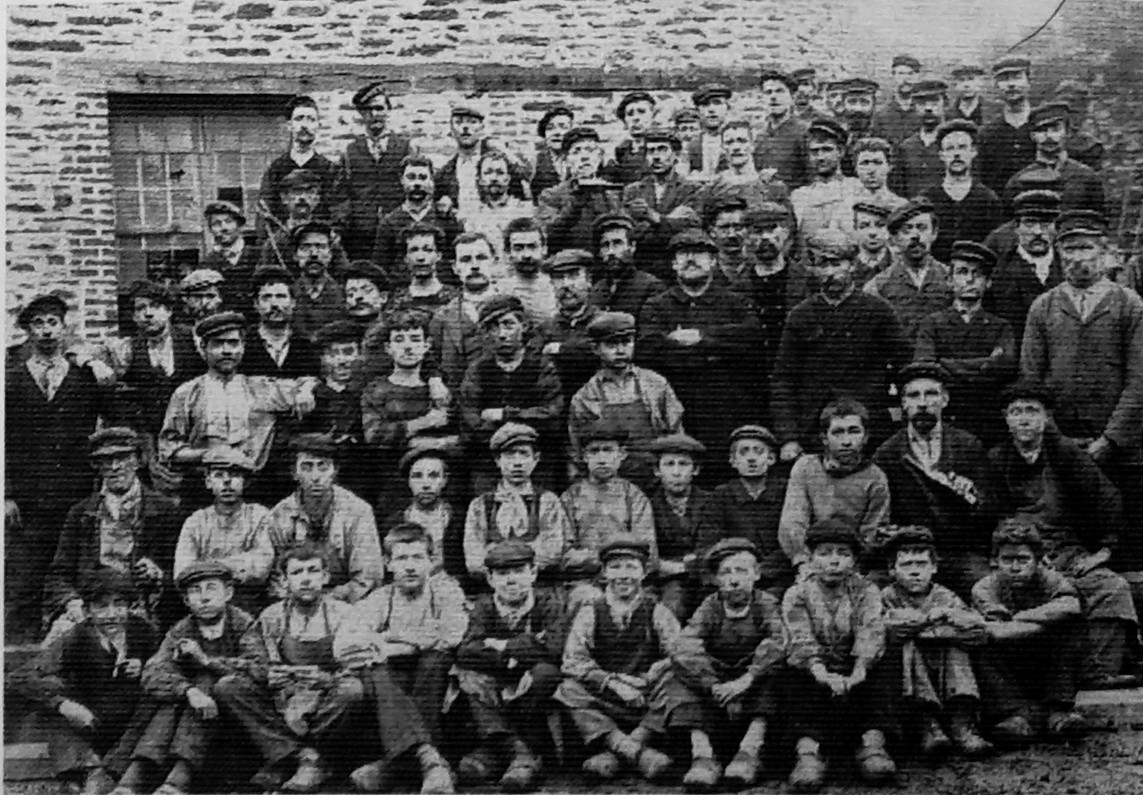
Arbeiders in de metaalfabriek Usine Thomé-Génot

Nouzon werd waarschijnlijk in de 12e eeuw gesticht door de reguliere kanunniken van Braux. Het gebied op de rechteroever van de Maas was in die tijd in handen van de graaf van Rethel. Rond 1350 kreeg Nouzon een gemeentebestuur. Tijdens de Honderdjarige Oorlog werd het dorp afgebrand. De 16e eeuw bracht veel onheil. In 1506 raakte het dorp ontvolkt door pest en hongersnood en in 1521 werd Nouzon geplunderd door de troepen van keizer Karel V tijdens het beleg van Mézières. Ook in 1537 en 1554 werd het dorp geplunderd. In 1629 werd het dorp verkocht aan koning Lodewijk XIII en kwam het in het kroondomein. Aan het begin van de 18e eeuw was er opnieuw hongersnood ten gevolge van oorlog en misoogsten.
In 1573 werd een eerste hoogoven gebouwd op de beek Goutelle waar ijzererts met behulp van houtskool werd gesmolten. De bossen in de omgeving werden intensief geëxploiteerd. Deze hoogoven won aan belang en in 1688 opende de wapenmanufactuur van Charleville een bijhuis in Nouzon. Deze wapenfabriek bleef bestaan tot 1836. Halfweg de 19e eeuw met de komst van de spoorweg begon de industrialisatie van de plaatselijke metaalindustrie. De bevolking groeide en vakbonden deden hun intrede.
In 1777 werd de nieuwe kerk ingewijd. Zowel in 1914 als in 1940 werd het stadhuis uit 1893 beschadigd.
Nouzon veranderde in 1921 zijn naam in Nouzonville om verwarring met Mouzon te vermijden.
Nadat op 22 maart 2015 het kanton Nouzonville werd opgeheven werd Nouzonville opgenomen in het nieuwgevormde kanton Charleville-Mézières-2.

## Geografie
De oppervlakte van Nouzonville bedraagt 10,92 vierkante kilometer; Op 1 januari 2022 was de bevolkingsdichtheid 508,1 inwoners per km².
De Maas stroomt door de gemeente. Het gehucht Meillier-Fontaine is een exclave van Mouzonville.
De onderstaande kaart toont de ligging van Nouzonville met de belangrijkste infrastructuur en aangrenzende gemeenten.

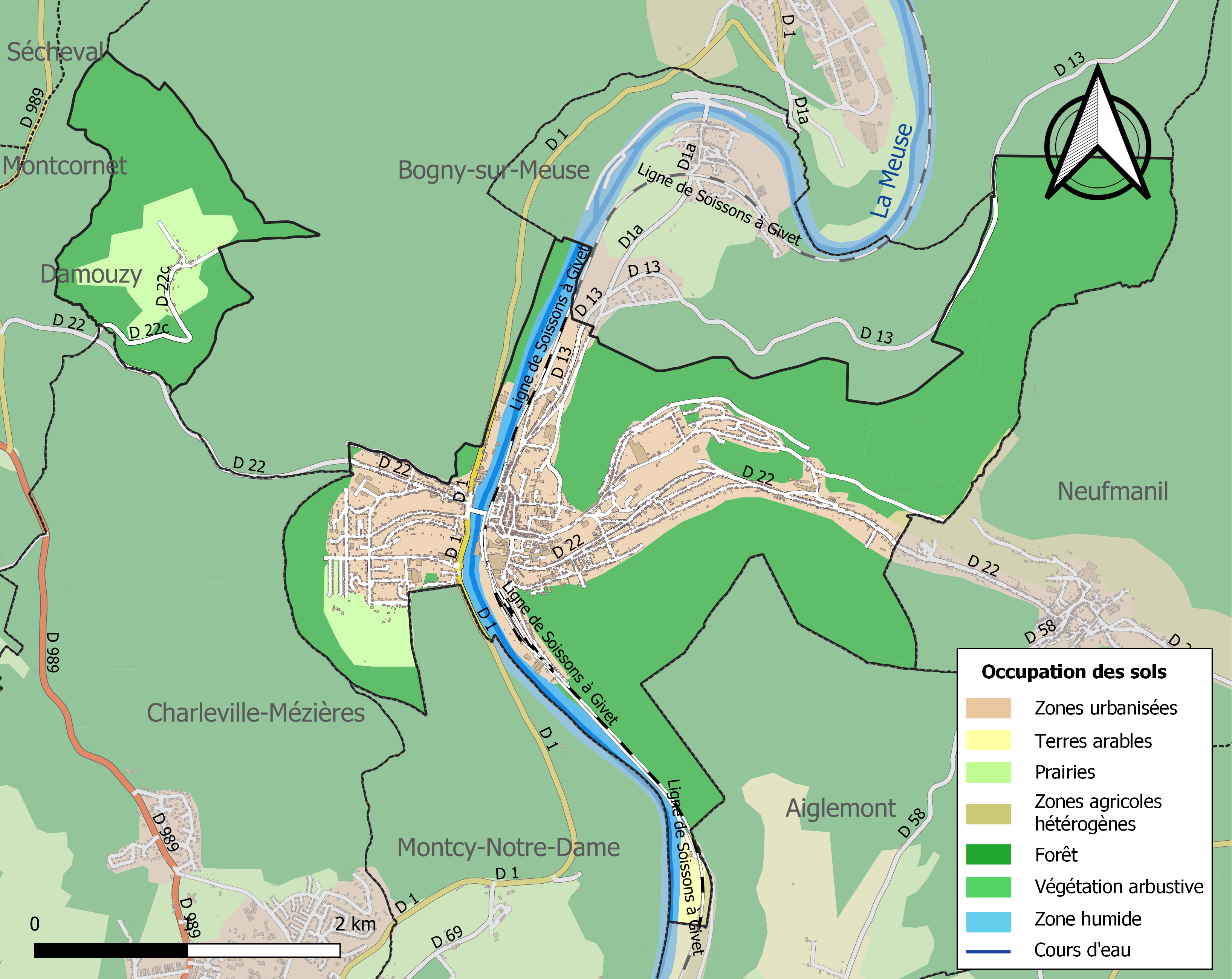

## Demografie
Onderstaande figuur toont het verloop van het inwonertal.
Vanwege een beveiligingsprobleem met de MediaWiki Graph-software is het momenteel niet mogelijk deze grafiek weer te geven. Zodra de software is bijgewerkt zal de grafiek vanzelf weer zichtbaar worden.